# 김응수 (영화 감독)

## 필모그래피
- 1991년 《안단테 칸타빌레 (Andante Cantabile)》 (단편)
- 1996년 《시간은 오래 지속된다 (Time lasts)》 (극영화)
- 2002년 《욕망 (Desire)》 (극영화)
- 2005년 《달려라 장미 (Way to Go, Rose)》 (극영화)
- 2007년 《과거는 낯선 나라다 (The Past is a Strange Country)》 (다큐멘터리)
- 2007년 《천상고원 (Heavenly Path)》 (극영화)
- 2009년 《물의 기원 (The Origin of Water)》 (극영화)
- 2012년 《아버지 없는 삶 (Without Father)》 (다큐멘터리)
- 2014년 《물속의 도시 (The City in the Water)》 (다큐멘터리)
- 2016년 《옥주기행 (The Journey To OKJU)》 (다큐멘터리)
- 2017년 《오, 사랑 (Oh, Love)》 (다큐멘터리)
- 2017년 《초현실 (The Real)》 (다큐멘터리)
- 2017년 《우경 (Wookyeong)》 (극영화)
- 2018년 《산나리 (Mountain Rily)》 (다큐멘터리)
- 2019년 《나르시스의 죽음 (Death of Narcissus)》 (장르구분없음)
- 2019년 《스크린 너머로 (Beyond the Screen)》 (장르구분없음)
- 2020년 《마지막 풍경 (Last Scenery)》 (장르구분없음)
- 2020년 《모호한 욕망의 대상 (That Obscure Object of Desire)》 (장르구분없음)
- 2020년 《흔들리는 카메라 (Wandering Camera)》 (장르구분없음)
- 2021년 《사각형을 위한 씻김굿 (Ssitgimgut for rectangle)》 (장르구분없음)
- 2021년 《시간의 고고학 (Archeology of time)》 (장르구분없음)

## 수상 및 후보
| 연도 | 시상식                   | 부문               | 작품           |
| ---- | ------------------------ | ------------------ | -------------- |
| 2012 | 제 13회 전주국제영화제   | 관객평론가상       | 아버지 없는 삶 |
| 2013 | 제 13회 인디다큐페스티벌 | 개막작             | 아버지 없는 삶 |
| 2018 | 제 6회 무주산골영화제    | 전북영화비평포럼상 | 초현실         |